# José María Lecumberri
José María Lecumberri Gárriz (Pamplona, España, 25 de enero de 1958) es un exfutbolista español que se desempeñaba como defensa.

## Clubes
| Club           | País   | Año       |
| -------------- | ------ | --------- |
| C. D. Mirandés | España | 1978-1979 |
| C. A. Osasuna  | España | 1979-1988 |